# Lepidoblepharon ophthalmolepis
Lepidoblepharon ophthalmolepis is een straalvinnige vissensoort uit de familie van cithariden (Citharidae). De wetenschappelijke naam van de soort is voor het eerst geldig gepubliceerd in 1913 door Weber.